# Ramphonotus bathyalis
Ramphonotus bathyalis är en mossdjursart som beskrevs av Moyano 1991. Ramphonotus bathyalis ingår i släktet Ramphonotus och familjen Calloporidae. Inga underarter finns listade i Catalogue of Life.